# Art Wall Jr

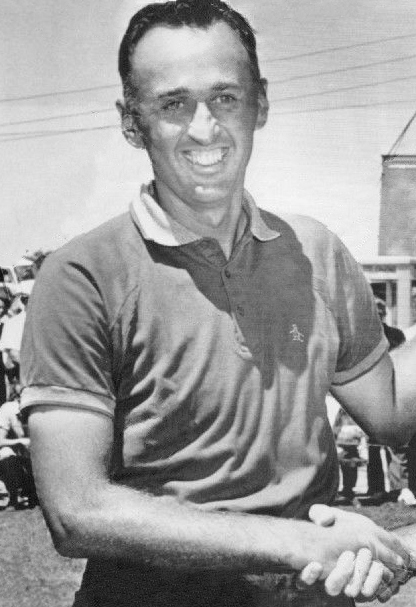

Art Wall Jr, född 25 november 1923 i Honesdale i Pennsylvania, död 31 oktober 2001 i Scranton i Pennsylvania, var en amerikansk golfspelare.
Wall tog examen i företagsekonomi 1949 på Duke University. Han vann 14 tävlingar på PGA-touren varav fyra 1959. Det året utsågs han till PGA Tour Player of the Year och han vann även penningligan och Vardon Trophy för den lägsta genomsnittsscoren. Hans största seger kom 1959 i The Masters Tournament vilket var hans enda majorseger. Under den sista rundan gjorde han birdie på fem av de sex sista hålen och gick på 66 slag då han vann över Cary Middlecoff och försvarande mästaren Arnold Palmer.
Wall deltog i tre amerikanska Ryder Cup-lag. Han avled 77 år gammal på grund av en felande respirator.
| Majorsegrare genom tiderna                                                                                  |                 |          |              |                  |
| 200 olika spelare har vunnit i herrarnas majortävlingar. Art Wall var den 102:a spelaren som vann en major. |                 |          |              |                  |
| 1:a | 101:a           | 102:a    | 103:e        | 200:e            |
| Willie Park Sr                                                                                              | Dow Finsterwald | Art Wall | Billy Casper | Louis Oosthuizen |
| Lista över golfens majorsegrare                                                                             |                 |          |              |                  |